# Фридрих Баур (награда)
Култерната награда „Фридрих Баур“ (на немски: Friedrich-Baur-Preis) е учредена от Баварската академия за изящни изкуства и Фондация „Фридрих Баур“. След 1990 г. се присъжда ежегодно, а от 2010 г. – на всеки две години.
С наградата се удостояват личности и институции, които произлизат от Франкония, Горен Пфалц и Долна Бавария или действат там.
Аналогично с отделите на Академията отличията се дават в няколко категории: изобразително изкуство, литература, музика и изпълнителско изкуство, а след 2012 г. също филмово и медийно изкуство.
Наградата за всяка категория е на стойност 10 000 €.

## Носители на наградата за литература (подбор)
- 1990: Годехард Шрам
- 1992: Харалд Грил
- 1996: Маргрет Хьоле
- 1997: Валтер Хьолерер
- 1998: Танкред Дорст
- 2004: Ернст-Вилхелм Хендлер
- 2005: Ханс Волшлегер
- 2009: Паул Маар